# Philippe Charlier
Pour les articles homonymes, voir Charlier.
Philippe Charlier, né le 25 juin 1977 à Meaux, est un médecin légiste, anatomo-pathologiste, archéo-anthropologue et paléopathologiste français.

## Biographie

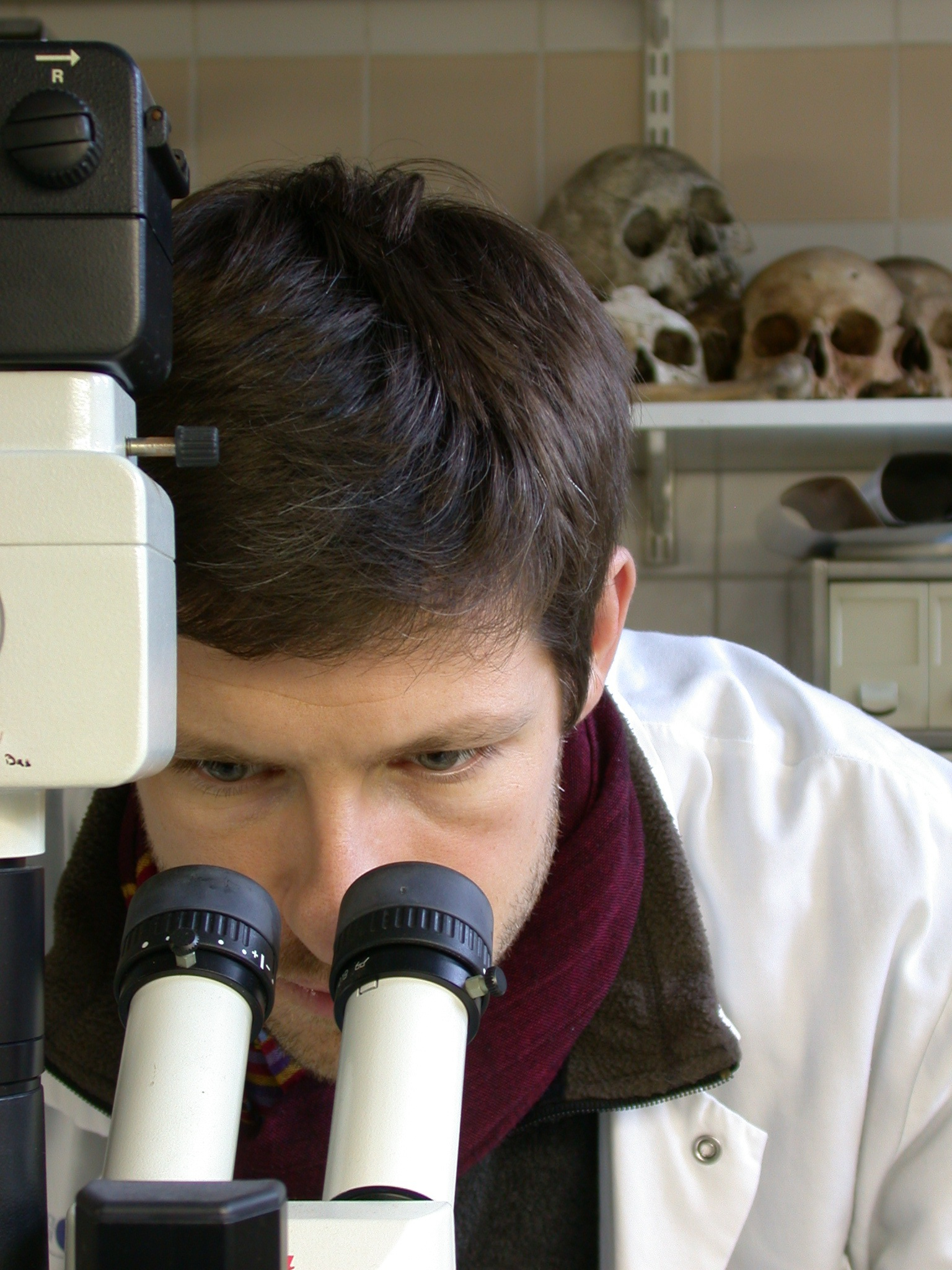
Philippe Charlier en laboratoire en 2011.

Philippe Charlier est né le 25 juin 1977 à Meaux. Son père est médecin de campagne et sa mère est pharmacienne. À 10 ans, il fait sa première fouille près de la maison familiale, et y trouve un crâne.
Titulaire du baccalauréat à 16 ans et demi, il souhaite devenir archéologue, mais il est inscrit en études de médecine par ses parents. Il suit en parallèle des cours d'archéologie et d'histoire de l'art à l'Institut Michelet, tout en passant ses étés sur des sites de fouilles, à Monterenzio Vecchia (Italie) et à Itanos (Crète).
Philippe Charlier est à la fois docteur en médecine, docteur en archéologie et docteur ès-sciences (bioéthique).
Il est maître de conférences des universités, habilité à diriger les recherches. Jusqu'à l'été 2013, Philippe Charlier fait partie du service de médecine légale de l'Hôpital universitaire Raymond Poincaré de Garches (AP-HP UVSQ).
Il était également chercheur au Laboratoire d'éthique médicale de l'université Paris-Descartes.
À l'Université de Versailles-Saint-Quentin-en-Yvelines (UVSQ), il dirige le Laboratoire Anthropologie, Archéologie, Biologie (LAAB) spécialisé dans les domaines de l'anthropologie médico-légale, du diagnostic rétrospectif, de la paléopathologie et de la pathographie.
Initiateur et organisateur des colloques internationaux de pathographie, ses travaux ont porté sur l'étude des restes des enfants de Toutankhamon, de Richard Cœur de Lion, d'Agnès Sorel, de Foulque III Nerra d'Anjou, de Diane de Poitiers, des reliques de Louis IX dispersées partout en France, les authentifiant en collaboration avec d'autres spécialistes,, des fausses reliques de Jeanne d'Arc, de la tête présumée d'Henri IV,, et en 2017 sur les restes de Hitler,. À ce titre, il est surnommé par la presse « l'Indiana Jones des cimetières »,.  Il a également dirigé les recherches sur des os de René Descartes, sur les reliques de Sainte Thérèse de Lisieux et dites de Sainte Marie-Madeleine à Saint-Maximin-La Sainte-Baume et sur un échantillon du sang de Jean-Paul Marat provenant de la Bibliothèque Nationale de France. Selon le journaliste Jean-Yves Nau, les publications médico-légales de Charlier, contestées, ont un caractère sensationnaliste.
En 2021, membre du conseil scientifique de l'exposition « Napoléon n'est plus » au Musée de l'armée (Invalides), il a travaillé sur la véritable cause de la mort de Napoléon Ier et sur l'analyse de ses masques mortuaires en utilisant les techniques de la médecine légale. Ses travaux ont été publiés dans le catalogue de l'exposition.
Il dirige plusieurs campagnes de fouilles archéologiques : dans la propriété de l'empereur Napoléon à Longwood (île de Sainte-Hélène), dans les catacombes de Paris et dans les palais des rois d'Abomey (Bénin). Depuis 2020, il réalise l'étude scientifique biomédicale (paléopathologique et paléodémographique) de l'ossuaire des Catacombes de Paris.
Il est connu du grand public pour avoir participé à plusieurs émissions de télévision sur l'Histoire, notamment Secrets d'histoire sur France 2, Sous les jupons de l'Histoire sur Chérie 25, et sur la médecine, notamment Le Magazine de la santé et Enquête de Santé sur France 5. Il a co-écrit et présenté une série documentaire, Enquête d'ailleurs, co-produite et diffusée par Arte en 2013 et 2015.
En 2014 et 2023, il a dirigé l'examen canonique des cœurs momifiés d'Anne-Madeleine Remuzat et Pauline Jaricot, et réalisé la reconnaissance anatomique des reliques de Saint-Léonard-de-Noblat dans le cadre des ostensions limousines.
Il a été nommé, en octobre 2018, directeur du département de la recherche et de l'enseignement au Musée du quai Branly - Jacques-Chirac. Il y a développé l'usage des techniques biomédicales (scanner, analyses microscopiques et génétiques) pour l'étude des objets d'art extra-occidental,.
En 2019, il est élu au conseil d'administration de l'Inalco, qu'il quitte en 2024.
En 2022, il est nommé membre puis président du Conseil d'orientation stratégique du Réseau des Écoles françaises à l'étranger.
Il est membre de la Société de Géographie, de la Société des Explorateurs Français, de la Société des Africanistes, et de la Société Française d'Histoire de la Médecine.
En 2020, avec Michel Cymes et S. Deo, il publie dans Éthique, médecine et politiques publiques, une proposition tendant à modifier le nom du syndrome d'Asperger en syndrome de Wing dans la mesure où Hans Asperger avait participé sous l'égide du régime nazi au programme eugéniste d'élimination des enfants anormaux. De même, ils proposent de remplacer le nom de la lèpre, associé selon eux à la relégation sociale et au colonialisme, par celui de maladie de Hansen.
Depuis 2021, il dirige la collection Terre Humaine fondée en 1955 par Jean Malaurie et précédemment dirigée par l'académicien et, comme lui, médecin, Jean-Christophe Rufin. Il est également éditeur en chef de la revue Ethics, Medicine and Public Healthpubliée chez Elsevier.
En 2022, il a été auditionné comme expert par l'Assemblée nationale et par le Comité consultatif de Bioéthique de Belgique autour des problématiques de recherche sur les corps humains anciens et leur gestion muséale. En 2024, il a été à nouveau auditionné par l'Assemblée nationale autour de la problématique de la restitution des restes humains présents dans les collections publiques.
Il a été commissaire de l'exposition Momies, les chemins de l'éternité (Hôtel Départemental des Expositions, Draguignan, juin-septembre 2022), placée sous le Haut Patronage de l'Académie des Inscriptions et Belles Lettres.
En octobre 2023, il est élu membre correspondant national de la Société Nationale des Antiquaires de France.
Ancien élève d'Yves Coppens, avec qui il a co-signé plusieurs publications scientifiques,,,,,, dont une sur la cause de décès de l'australopithèque Lucy, il est à l'initiative de la création d'un timbre anniversaire pour la commémoration des 50 ans de la découverte de son squelette et en signe le texte de présentation pour La Poste.
Ses travaux portent également sur l'icono-diagnostic, c'est-à-dire la possibilité de réaliser un diagnostic rétrospectif à partir de représentations humaines (sculptures, peintures, gravures, dessins, masques mortuaires, films, etc.). Fondateur et président de l'International Society of Iconodiagnosis (ISI), il a mis en place des critères stricts permettant de réaliser de tels diagnostics avec fiabilité et reproductibilité scientifique.
En septembre 2024, il est nommé vice-doyen (culture et patrimoine) de l'UFR Simone Veil - santé (Université de Versailles - Saint-Quentin-en-Yvelines), et élu au conseil scientifique de l'AMUR.
Par ordonnance souveraine du 17 juillet 2025, il est nommé par le Prince Albert II de Monaco au Comité Scientifique International du Musée d'Anthropologie Préhistorique de Monaco.
En 2025, il crée et préside le Prix Pythéas, dans la cadre du Salon international du livre de Monaco, destiné à récompenser un récit de voyage et/ou d'aventure. Le jury est composé de : Nikos Aliagas, Olivier Archambeau, Orianne Aymard, le prince Charles-Henri de Lobkowicz, Sylvana Lorenz, Laurent Rivoire, Elena Rossoni-Notter, et Alexandra Rossi baronne von Thüngen.

## Académie
Membre associé de l'Académie Nationale de Pharmacie, 5e section (élu le 4 juin 2025)

## Critiques
À la suite de la publication de Philippe Charlier authentifiant le crâne d'Henri IV et publiée dans le British Medical Journal en 2010, plusieurs scientifiques contestent l'interprétation des résultats et la conclusion de l'étude.
Charlier propose en 2013 un diagnostic rétrospectif de sarcoïdose à Robespierre, en se basant sur l'étude d'un masque mortuaire et de documents médicaux d'époque. Il publie cette conclusion dans une lettre envoyée au journal The Lancet et cosignée par Philippe Froesch, auteur de la reconstruction faciale en trois dimensions de la tête de Robespierre. Des médecins mettent en doute ce diagnostic, avançant que le masque mortuaire étudié pourrait ne pas être celui de Robespierre et qu'il s'agirait également d'une forme atypique de sarcoïdose, d'autres maladies étant envisageables.

## Publications
- Médecin des morts : récits de paléopathologie, préfacé par Irène Frain, Fayard, Paris, 2006
- Actes du 1er Colloque international de pathographie (Loches, avril 2005), De Boccard, Paris, 2006
- Les monstres humains dans l'Antiquité : analyse paléopathologique, Fayard, Paris, 2008
- Ostéo-archéologie et techniques médico-légales : tendances et perspectives : pour un Manuel pratique de paléopathologie humaine, De Boccard, Paris, 2008
- Actes du 2e Colloque international de pathographie (Loches, avril 2007), De Boccard, Paris, 2009
- Male mort : morts violentes dans l'Antiquité, Fayard, Paris, 2009
- Maladies humaines, thérapies divines : analyse épigraphique et paléopathologique des textes de guérison grecs, avec Clarisse Prêtre, Presses universitaires du Septentrion, Villeneuve-d'Ascq, 2009
- Actes du 3e Colloque international de pathographie (avril 2009), De Boccard, Paris, 2011
- Le roman des morts secrètes de l'histoire, Éditions du Rocher, Paris, 2011
- Les secrets des grands crimes de l'histoire, Vuibert, Paris, 2012
- Autopsie de l'art premier, préfacé par Jean-Christophe Rufin. Éditions du Rocher, Paris, 2012
- Paris au scalpel, Éditions du Rocher, Paris, 2012
- Actes du 4e Colloque international de pathographie (avril 2011), De Boccard, Paris, 2013
- Quand la science explore l'Histoire : médecine légale et anthropologie, Éditions Tallandier, Paris, 2014
- Actes du 5e Colloque international de pathographie (mai 2013), De Boccard, Paris, 2015
- Seine de crimes, Éditions du Rocher, Paris, 2015
- Ouvrez quelques cadavres : statut, représentation et intégrité du corps mort, Éditions Buchet/Chastel, Paris, 2015
- Zombis : enquête sur les morts-vivants, Tallandier, 2015
- Actes du 6e Colloque international de pathographie (mai 2015), avec Danielle Gourevitch et Saudamini Deo, De Boccard, Paris, 2017
- Philippe Charlier (scénario) et Richard Guérineau (dessin), Les Zombies : la vie au-delà de la mort, Bruxelles, le Lombard, coll. « La Petite bédéthèque des savoirs », 13 octobre 2017, 72 p. (ISBN 978-2-8036-7160-1)
- Autopsie des morts célèbres, avec David Alliot, Éditions Tallandier, Paris, 2019.
- Actes du 7e Colloque international de pathographie (septembre 2017) : le corps saint, avec Danielle Gourevitch, Philippe Roy-Lysencourt, De Boccard, Paris, 2020
- Rituels, Editions du Cerf, Paris, 2020
- Vaudou : les hommes, la nature et les dieux (Bénin), Plon, collection Terre Humaine, Paris, 2020
- Autopsie des fantômes. Une histoire du surnaturel, Éditions Tallandier, Paris, 2021
- Comment faire l'amour avec un fantôme ? Anthropologie de l'invisible, Editions du Cerf, Paris, 2021 (finaliste du prix Sade 2021)
- Picasso sorcier, avec Diana Widmaier-Picasso, Gallimard (NRF), Paris, 2022
- Momies, les chemins de l'éternité, In-Fine éditions, 2022
- C'est un peu de moi que je vous abandonne. Actes du 8e Colloque international de pathographie (septembre 2019). Maladies, gestes et objets (votifs) de l’Antiquité à nos jours, avec Clarisse Prêtre, De Boccard, Paris, 2022
- Autopsie des cœurs célèbres, avec David Alliot, Éditions Tallandier, Paris, 2023
- Traité des apparitions et des vampires (Dom Calmet, 1751), édition critique. Editions du Cerf, Paris, 2023
- Fantômes - yokai, histoires d'amour et de mort dans le Japon ancien, Editions Hazan, Paris, 2024
- Zombis : la mort n'est pas une fin ?, Gallimard, Paris, 2024
- La dame du jeu d'échecs, Plon, Paris, 2024 (lauréat du prix Du Guesclin 2024)
- Monstres - yokai, Editions Hazan, Paris, 2025 (finaliste du prix Drouot des amateurs du livre d'art 2025)
- Fantômes !, Snoeck éditions, 2025

## Commissariat d'expositions
- Les jeunes filles et la mort (3 avril - 2 juin 2009, Palais de Jacques Cœur - Bourges)[64]
- Le miroir du temps : les momies de Randazzo (15 mai - 12 juin 2011, Saint-Jean-de-Côle[65] / 22 janvier - 15 février 2012, L'Escale - Saint-Cyr-sur-Loire / 24 mai - 2012, Maison du Westhoek - Esquelbecq / 24 juillet - 28 novembre 2012, Muséum d'Histoire naturelle - Bourges / 14 décembre 2012 - 3 mars 2013, UFR des Sciences de la Santé - Montigny-Le-Bretonneux[66] / 7 septembre - 12 octobre 2013, Musée Alfred Danicourt - Péronne)[67]
- Momies, les chemins de l'éternité (10 juin - 25 septembre 2022, Hôtel Départemental des Expositions du Var - Draguignan)[68]
- Couleurs du Viêt Nam (21 juin - 15 juillet 2023, Mairie du 5e arrondissement de Paris)[69]
- Magies d'ailleurs (18 octobre 2023 - 7 janvier 2024, Hôtel Goüin - Tours)[70]
- Zombis : la mort n'est pas une fin ? (8 octobre 2024 - 16 février 2025, Musée du quai Branly - Jacques Chirac - Paris)[71]
- Fantômes ! (21 juin - 28 septembre 2025, Hôtel Départemental des Expositions du Var - Draguignan)[72]

## Réalisation de films
- Sur les pas des dieux. Rituels bamiléké (Cameroun). 2022 (production : musée du quai Branly - Jacques Chirac). Film documentaire projeté au Festival international du film ethnographique Jean Rouch (édition 2022)[73].

## Récompenses et distinctions

### Prix
- Lauréat de l'Académie Française (prix Louis-Castex, 2009)[74].
- Lauréat de l'Académie Nationale de Médecine (prix Jean-Charles Sournia, 2009)[75].
- Lauréat du prix Du Guesclin, 2024[76].

### Décorations
- Chevalier de l'ordre des Palmes académiques (décret du 8 janvier 2020).
- Chevalier de l'ordre des Arts et des Lettres (arrêté du 12 mai 2021)[77].